# 八王子市立鑓水小学校

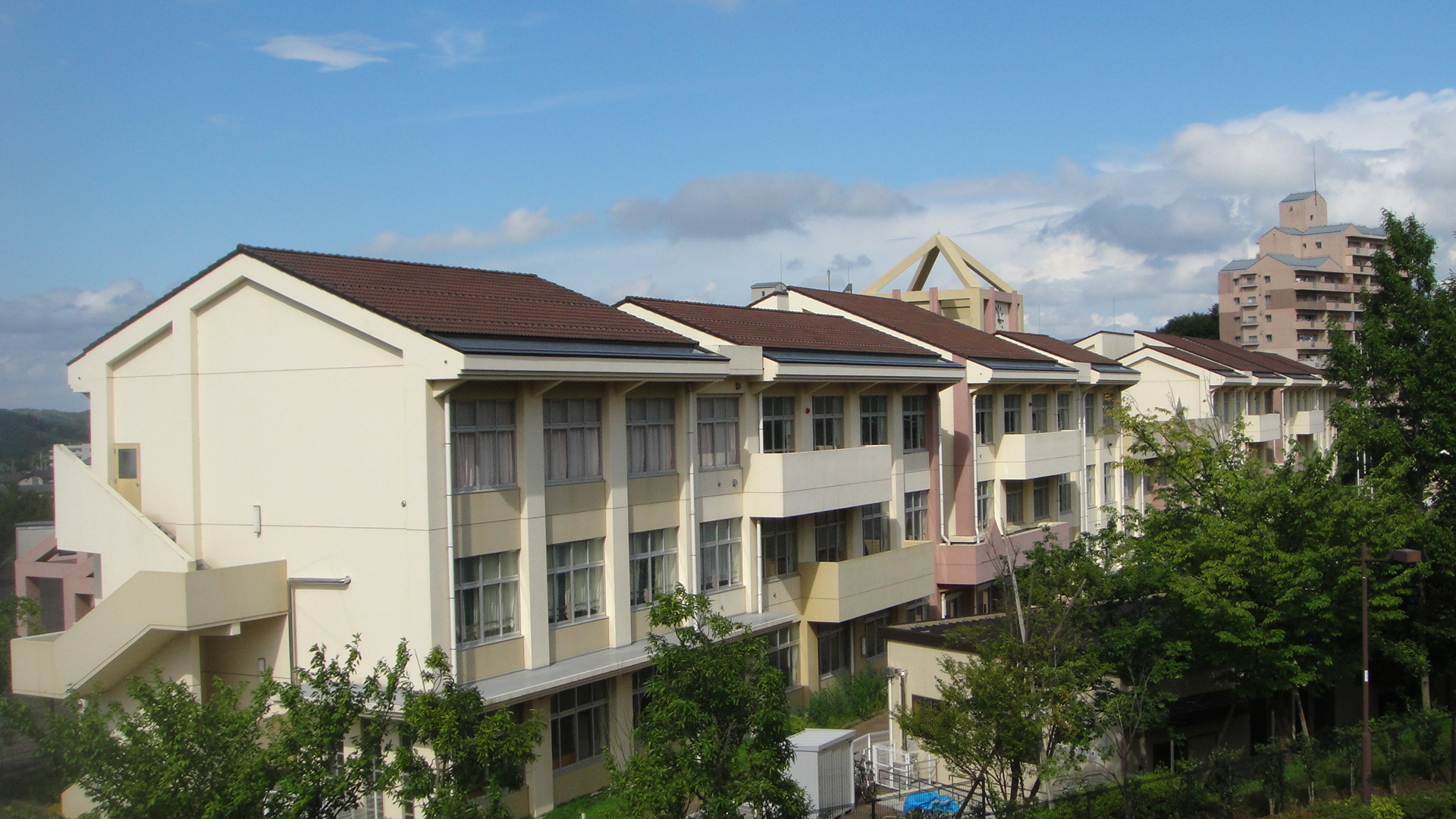
校舎（校庭側）

八王子市立鑓水小学校（はちおうじしりつ やりみずしょうがっこう）は、東京都八王子市鑓水二丁目にある市立小学校。

## 概要
八王子市南東部にある。令和4年9月時点では611名が在籍している。平成23年までは八王子市立の小学校の中でもっとも児童数が多かった。
近隣の八王子市立鑓水中学校や八王子市立由木西小学校との連携プロジェクトなども実施されている。

## 沿革
- 1998年4月1日 - 開校
- 1998年11月6日 - 開校記念式典。校歌・校章制定
- 2008年1月31日 - 開校10周年記念式典
- 2017年 - 開校20周年記念式典
- 2022年 - 開校25周年記念式典

## 教育方針
人間尊重の精神を基調として､心身ともに健全で知・徳・体の調和のとれた人間性や社会性の豊かな児童の育成を目指して､次の児童像を掲げて、その育成に努める。
- 本気 - 本気で考える子 （知）
- 勇気 - 勇気をもって行動する子 （徳）
- 元気 - 元気で心豊かな子 （体）

## 交通
- 京王相模原線南大沢駅から徒歩20分、もしくは京王バス南大沢五丁目循環「三徳プラザ前」バス停から徒歩約10分